# Acte de charité

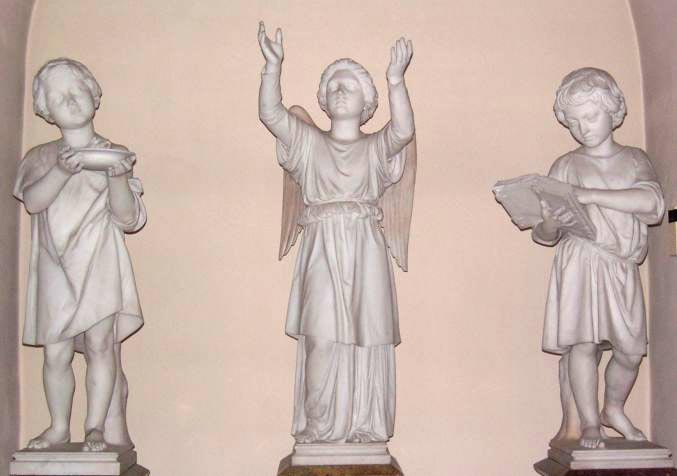
Vertus théologales : charité, espérance et foi.

L'Acte de charité est une prière catholique liée à l'une des trois vertus théologales, la charité, par laquelle le croyant affirme à la fois son amour pour Dieu, l'amour que ce dernier lui porte et l'amour qu'il porte aux autres.

## Texte
Le texte est le suivant :

« Mon Dieu, je vous aime par-dessus toutes choses, de tout mon cœur, de toute mon âme et de toutes mes forces, parce que vous êtes infiniment bon et souverainement aimable, et j'aime mon prochain comme moi-même pour l'amour de vous. »

Une version plus récente avec le tutoiement est la suivante :

« Mon Dieu, je t'aime de tout mon cœur et plus que tout, parce que tu es infiniment bon, souverainement aimable, et j'aime mon prochain comme moi-même pour ton amour. »

D'après le site du Vatican (2020) :

« Mon Dieu, je vous aime de tout mon cœur et plus que tout, parce que vous êtes infiniment bon, et j'aime mon prochain comme moi-même pour l'amour de vous. »

## Origine
L'Acte de charité se trouve, avec l'Acte de foi, l'Acte d'espérance et l'Acte d'offrande, dans le recueil du Vatican, publié en 1878 par ordre du pape Pie IX, en tant qu'un des actes des vertus théologales.

« Mon Dieu, parce que vous êtes le souverain bien et le bien le plus parfait, je vous aime de tout mon cœur et par-dessus toute chose ; plutôt que de vous offenser, je suis prêt à perdre quoi que ce soit, et, pour votre amour, j'aime aussi et je veux aimer mon prochain comme moi-même. »

Ces prières, l'Acte de foi, l'Acte d'espérance et l'Acte de charité, furent confirmées par le décret du pape Benoît XIV daté du 28 janvier 1756, lequel était une confirmation de l'indulgence plénière du 15 janvier 1728 du pape Benoît XIII.